# Razorblade Romance
| Оценки критиков   | Оценки критиков |
| Источник          | Оценка          |
| ----------------- | --------------- |
| Blabbermouth.net  | 10/10           |
| Imperiumi.net     | 9+/10           |
| Rock Hard         | 9/10            |
| Soundi            | [ 5 ]           |
| Rumba             | 8/10            |
| Helsingin Sanomat | Positive        |
| AllMusic          | [ 1 ]           |

Razorblade Romance — второй студийный альбом финской группы HIM, выпущенный лейблом BMG. В Финляндии альбом был издан 19 декабря 1999 года, в Европе — 20 января 2000 года (за исключением Великобритании, где он вышел 5 мая 2000 года). Все композиции, а также лирика, за исключением «Wicked Game», авторство которой принадлежит Крису Айзеку, были написаны Вилле Вало. В преддверии выхода альбома 2 ноября 1999 года вышел сингл «Join Me in Death».

## Работа над альбомом
Фактически перед самой записью альбома группа столкнулась с некоторыми проблемами кадрового характера: состав HIM покинули ударник и клавишник. Однако замена была найдена достаточно быстро: клавишником стал Юски, а ударником — Гас Липстик, ранее известный по участию в Kyyria. Сами же композиции были уже сравнительно давно записаны и не раз исполнялись на концертах. Запись альбома (рабочее название — Gotham Roll) также принесла некоторые проблемы группе: первоначально она осуществлялась в студии Finnvox (Хельсинки) с продюсером Хиили Хиилесмаа, однако когда результат был полностью соответствующе оформлен, последний не понравился участникам, и пришлось всё переписывать заново. Повторная запись композиций происходила в студии Rockfield (Уэльс) с продюсером Джоном Фрайером:

Сотрудничество с Джоном Фрайером получилось скорее случайно. Английское отделение BMG познакомило нас с ним. Мы собрались на пять дней, чтобы выяснить, хорошая ли мы команда. Ведь мы его совсем не знали, кроме того, что он очень опытный продюсер и большая величина в электронном металле. Я опасался, что мы будем звучать вроде Stabbing Westward или чем-то в этом роде. Но всё получилось великолепно. Совместная работа обогатила нас. Джон Фрайер почти ничего не менял в наших мелодиях, в вокальных партиях и аранжировке. Он скорее стал тем человеком, который влил в песни настроение, рассортировал наши миллионы идей. Джон всегда держал нас в курсе дела, знакомил нас со своими идеями так, что мы опять же могли их использовать. Была очень дружественная атмосфера, а всю работу в студии мы воспринимали скорее как отпуск, — Вилле Вало.

## Список композиций
Все тексты и музыка написаны Вилле Вало.
1. «I Love You (Prelude to Tragedy)»
2. «Poison Girl»
3. «Join Me in Death»
4. «Right Here in My Arms»
5. «Gone With the Sin»
6. «Razorblade Kiss»
7. «Bury Me Deep Inside Your Heart»
8. «Heaven Tonight»
9. «Death Is In Love With Us»
10. «Resurrection»
11. «One Last Time»
12. «Sigillum Diaboli»[9]
13. «The 9th Circle (OLT)»[9]